# 罗伯特·鲍尔
罗伯特·鲍尔（英語：Robert Ball，1956年7月17日—），澳大利亚男子草地滚球运动员。他曾代表澳大利亚参加1994年英联邦运动会草地滚球比赛，获得男子四人银牌。